# الروضة (ناطع)

تعديل مصدري - تعديل

الروضة هي إحدى قرى عزلة ال منصور بمديرية ناطع التابعة لمحافظة البيضاء، بلغ تعداد سكانها 63 نسمة حسب تعداد اليمن لعام 2004.